# علاقات البرازيل الخارجية

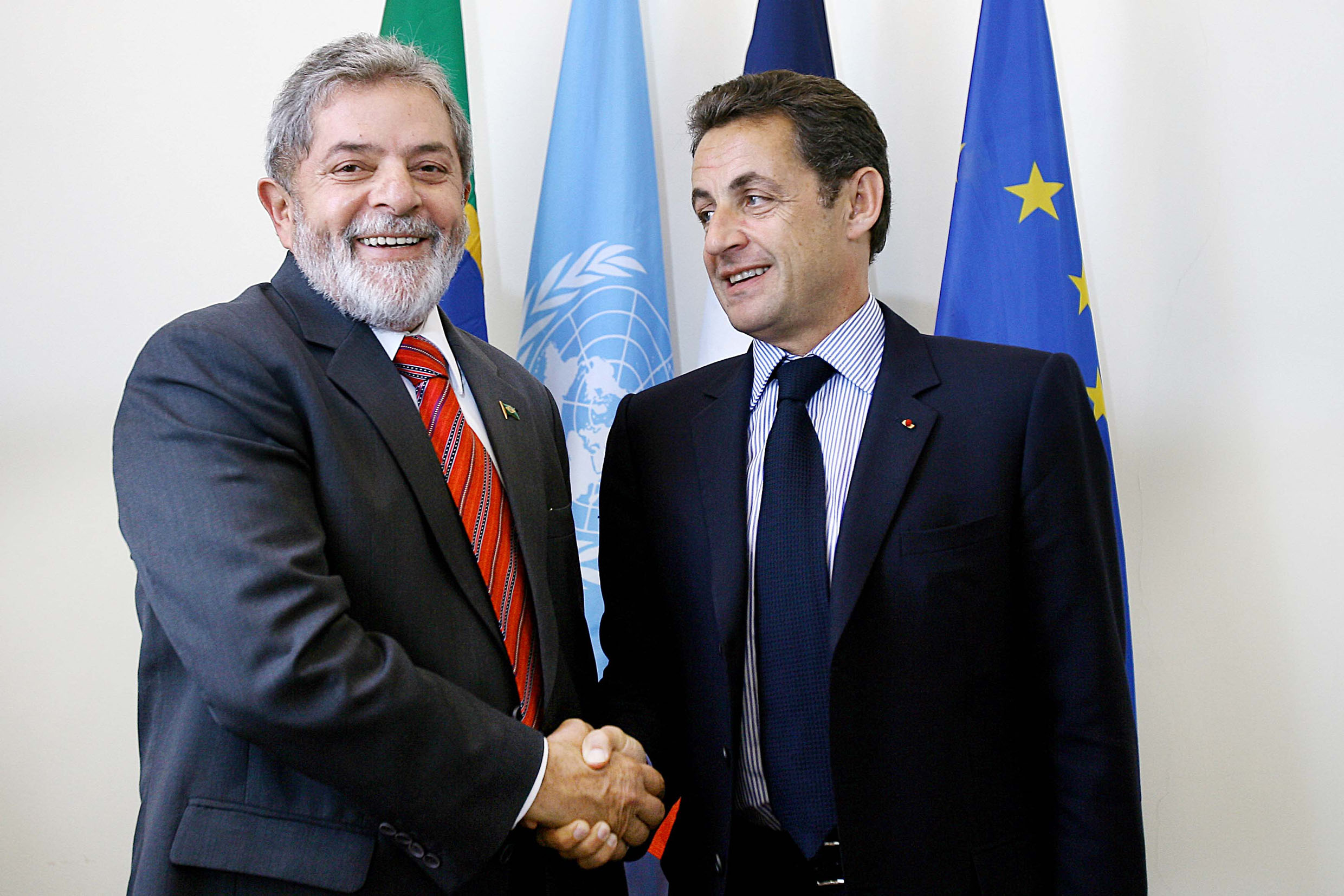

تُعد وزارة الشؤون الخارجية مسؤولةً عن إدارة علاقات البرازيل الخارجية. تُعد البرازيل قوةً سياسية واقتصادية هامة في أمريكا اللاتينية ولاعبًا مهمًا على المسرح الدولي. تعكس السياسة الخارجية البرازيلية دور البرازيل بصفتها قوة إقليمية وقوة عالمية محتملة وتُصمم لحماية مصالح الدولة، وأمنها القومي، وأهدافها الأيديولوجية، وازدهارها الاقتصادي.
بين الحرب العالمية الثانية وعام 1990، سعت كل من الحكومات الديمقراطية والعسكرية إلى توسيع تأثير البرازيل في العالم من خلال تعقب سياسة صناعية تقودها الدولة وسياسة خارجية مستقلة. هدفت سياسة البرازيل الخارجية إلى تعزيز الصلات مع دول أمريكا اللاتينية الأخرى، والانخراط في دبلوماسية متعددة الأطراف من خلال الأمم المتحدة ومنظمة الدول الأمريكية، وتصرفت في بعض الأوقات بصفتها قوة تعويضية لتأثير الولايات المتحدة السياسي والاقتصادي في أمريكا اللاتينية.

## نظرة عامة
ترتكز علاقات البرازيل الدولية على الفقرة الرابعة من الدستور الفيدرالي التي تؤسس لعدم التدخل، وحق تقرير المصير، والتعاون الدولي، والتسوية السلمية للصراعات بصفتها المبادئ المُرشدة لعلاقة البرازيل مع الدول الأخرى والمنظمات متعددة الأطراف. وفقًا للدستور، يملك الرئيس سلطةً مطلقة على السياسة الخارجية، بينما يُكلف الكونغرس بمراجعة كل الاحتمالات الدبلوماسية والمعاهدات الدولية بالإضافة إلى التشريعات المرتبطة بالسياسة الخارجية البرازيلية.
تُعد وزارة الشؤون الخارجية، المعروفة باسم إيتاماراتي، وزارةً حكومية مسؤولةً عن نصح الرئيس وتنظيم علاقات البرازيل الخارجية مع الدول الأخرى والمنظمات الدولية. يشمل نطاق إيتاماراتي العلاقات السياسية، والتجارية، والاقتصادية، والمالية، والثقافية، والقنصلية، وهي المجالات التي تؤدي فيها المهام الكلاسيكية للدبلوماسية: التمثيل، والإخبار، والتفاوض. يحدد الرئيس أولويات السياسة الخارجية.

## السياسة الخارجية
تُعد السياسة الخارجية البرازيلية نتاجًا ثانويًا بالنسبة إلى موقع الدولة كقوة إقليمية في أمريكا اللاتينية، وقائد ضمن الدول النامية، وقوة عالمية صاعدة. ترتكز السياسة الخارجية البرازيلية بصورة عامة على مبادئ تعددية الأطراف، وتسوية النزاعات سلميًا، وعدم التدخل في الشؤون الداخلية للدول الأخرى. تنخرط البرازيل في دبلوماسية متعددة الأطراف من خلال منظمة الدول الأمريكية والأمم المتحدة، وقد زادت علاقاتها مع الدول النامية في أفريقيا وآسيا. تقود البرازيل حاليًا قوة استقرار تابعة للأمم المتحدة في هايتي. بدلًا من السعي إلى امتيازات أحادية الجانب، اتجهت السياسة الخارجية البرازيلية إلى التشديد على التكامل الإقليمي، أولًا من خلال الميركوسور (السوق المشتركة الجنوبية)، والآن من خلال اتحاد دول أمريكا الجنوبية. التزمت البرازيل أيضًا التعاون مع الدول الناطقة بالبرتغالية من خلال التعاون المشترك مع الدول الناطقة بالبرتغالية في مجالات متعددة تتضمن التعاون العسكري، والمساعدات المالية، والتبادل الثقافي. يُنجز ذلك من خلال منصة مجموعة البلدان الناطقة بالبرتغالية. على سبيل المثال، زار لولا دا سيلفا مؤخرًا أفريقيا  بما في ذلك زيارات دولة إلى ثلاث دول أفريقية ناطقة بالبرتغالية (أنغولا، وساو تومي وبرينسيب، وموزمبيق). وأخيرًا، تلتزم البرازيل بقوةٍ تطويرَ السلام واستعادته في تيمور الشرقية حيث تمتلك تأثيرًا كبيرًا.
تُكمّل سياسة الدولة التجارية المشاريع السياسية والصناعية والعسكرية للبرازيل. تستمر وزارة الشؤون الخارجية في البرازيل بالسيطرة على السياسة التجارية، مسببةً إدراج مصالح الدولة التجارية (في بعض الأوقات) ضمن هدف أكبر للسياسة الخارجية، وهو زيادة تأثير البرازيل في أمريكا اللاتينية والعالم. على سبيل المثال، بدلًا من الوصول إلى اتفاقيات تجارية مع دول متقدمة (مثل الولايات المتحدة والاتحاد الأوروبي) قد يكون لها منفعة على المصالح الاقتصادية البرازيلية، وضعت الحكومة البرازيلية دورها القيادي في ميرسكول كأولوية، ووسّعت الروابط الاقتصادية مع دول في أفريقيا وآسيا والشرق الأوسط.
تتضمن دبلوماسية القوة الناعمة البرازيلية استراتيجيات مؤسسية مثل تشكيل تحالفات دبلوماسية لتقييد سلطة القوى العظمى. في السنوات القليلة الماضية، أعطت البرازيل أولوية كبرى لإنشاء حوار سياسي مع اللاعبين الاستراتيجيين الآخرين مثل روسيا، والهند، والصين، وجنوب أفريقيا من خلال الاشتراك في مجموعات دولية مثل باسيك وإيبسا وبريكس. كانت دول البريكس من بين أقوى المحركات للتغيير التدريجي في الدبلوماسية العالمية، وتستفيد هذه الدول بشكل كبير من تحولات القوة العالمية المتصلة.

### حكومة حزب العمال
ركزت السياسة الخارجية البرازيلية في ظل إدارة لولا دا سيلفا على التوجيهات التالية: المساهمة في البحث عن توازن أكبر وإضعاف الأحادية؛ وتعزيز العلاقات الثنائية والعلاقات متعددة الأطراف من أجل زيادة تأثير البلاد في المفاوضات السياسية والاقتصادية على المستوى الدولي؛ وتعميق العلاقات للاستفادة من زيادة التبادل الاقتصادي، والمالي، والتكنولوجي، والثقافي؛ وتجنب الاتفاقات التي قد تعرض التنمية للخطر على المدى الطويل.
تتضمن هذه التوجيهات تركيزًا دقيقًا على: البحث عن التنسيق السياسي مع الدول الناشئة والنامية، وبصورة خاصة الهند، وجنوب أفريقيا، وروسيا، والصين؛ وإنشاء اتحاد أمم أمريكا الجنوبية وهيئاته المشتقة، مثل مجلس أمن أمريكا الجنوبية؛ وتعزيز ميرسكول؛ والإسقاط على جولة الدوحة ومنظمة التجارة العالمية؛ والحفاظ على العلاقات مع البلدان المتقدمة، بما فيها الولايات المتحدة؛ وإقامة العلاقات وتضييقها مع البلدان الأفريقية؛ وحملة لإصلاح مجلس الأمن التابع للأمم المتحدة والحصول على مقعد دائم للبرازيل؛ والدفاع عن الأهداف الاجتماعية التي تسمح بتوازن أكبر بين الدول والسكان.
سعت السياسة الخارجية لإدارة روسيف إلى تعميق الهيمنة التجارية الدبلوماسية البرازيلية الإقليمية، وتوسيع وجود البرازيل في أفريقيا، ولعب دور رئيسي في مجموعة العشرين بشأن الاحتباس الحراري وفي أماكن أخرى متعددة الأطراف. في الأمم المتحدة، تواصل البرازيل معارضة العقوبات والتدخل العسكري الأجنبي، بينما تسعى إلى حشد الدعم للحصول على مقعد دائم في مجلس الأمن. يظل التعاون مع القوى الناشئة الأخرى على رأس أولويات الإستراتيجية الدبلوماسية العالمية للبرازيل. في ما يتعلق بقرار الغارات الجوية الأخير الداعم للعمل العسكري في ليبيا، انضمت البرازيل إلى زميلاتها من دول البريكس في المجلس وامتنعت عن التصويت. في ما يتعلق بمشروع القرار الذي يدين العنف في سوريا، عملت البرازيل مع الهند وجنوب أفريقيا في محاولة لسد الفجوة بين القوى الغربية مع روسيا والصين.

### حكومة ما بعد حزب العمال
بعد عزل روسيف، بدأت البرازيل بإعادة الاتصال بحلفائها الغربيين. عندما خلف جاير بولسونارو ميشيل تامر، ركزت السياسة الخارجية البرازيلية على التقارب مع الحكومات اليمينية مثل الولايات المتحدة وكولومبيا في الأمريكيتين؛ وإسرائيل واليابان وكوريا الجنوبية في آسيا؛ والمملكة المتحدة وإيطاليا واليونان في أوروبا. عُززت العلاقات أيضًا بين البرازيل والبرتغال، ورغم الخلافات حول الأزمة في فنزويلا، ظلت البرازيل على علاقة وثيقة بدول البريكس.

## السياسة الإقليمية
على مدى العقد الماضي، رسخت البرازيل نفسها بصفتها قوةً إقليمية. لقد كانت تقليديًا، وإن كانت مثيرةً للجدل، رائدةً في مجتمع البلدان الأمريكية، ولعبت دورًا هامًا في جهود الأمن الجماعي، وكذلك في التعاون الاقتصادي في نصف الكرة الغربي. تدعم السياسة الخارجية البرازيلية جهود التكامل الاقتصادي والسياسي من أجل تعزيز العلاقات طويلة الأمد مع جيرانها. تُعد البرازيل عضوًا مؤسسًا في منظمة الدول الأمريكية ومعاهدة البلدان الأمريكية للمساعدة المتبادلة (معاهدة ريو). أعطت البرازيل أولويةً كبيرة لتوسيع العلاقات مع جيرانها في أمريكا الجنوبية، وتعزيز الهيئات الإقليمية مثل رابطة تكامل أمريكا اللاتينية، واتحاد أمم أمريكا الجنوبية، وميركوسور. رغم أن التكامل هو الغرض الأساسي لهذه المنظمات، تعمل هذه المنظمات أيضًا بوصفها منتديات يمكن للبرازيل من خلالها ممارسة قيادتها وتطوير إجماع حول مواقفها بشأن القضايا الإقليمية والعالمية. يتفق معظم العلماء على أنه من خلال تعزيز التكامل من خلال منظمات مثل ميركوسور واتحاد دول أمريكا الجنوبية، تمكنت البرازيل من ترسيخ دورها كقوة إقليمية. بالإضافة إلى تعزيز قوتها داخل أمريكا الجنوبية، سعت البرازيل إلى توسيع نفوذها في المنطقة الأوسع من خلال زيادة مشاركتها في منطقة البحر الكاريبي وأمريكا الوسطى. رغم أن البعض يعتقد أنها لا تزال عملية هشة وتحتاج إلى الاستمرار، فمن الممكن إحباطها من قبل القوى الإقليمية الثانوية في أمريكا الجنوبية.
تقدم البرازيل بانتظام اعتمادات التصدير والمنح الدراسية الجامعية إلى جيرانها في أمريكا اللاتينية. في السنوات الأخيرة، قدم بنك التنمية البرازيلي قروضًا بقيمة 5 مليارات دولار أمريكي لدول المنطقة. زودت البرازيل أيضًا بصورة متزايدة دول أمريكا اللاتينية بالمساعدات المالية والمساعدة التقنية. بين عامي 2005 و2009، كانت كوبا وهايتي وهندوراس أكبر ثلاثة متلقين للمساعدة البرازيلية، إذ تلقت هذه الدول أكثر من 50 مليون دولار سنويًا.